# Otto Blom

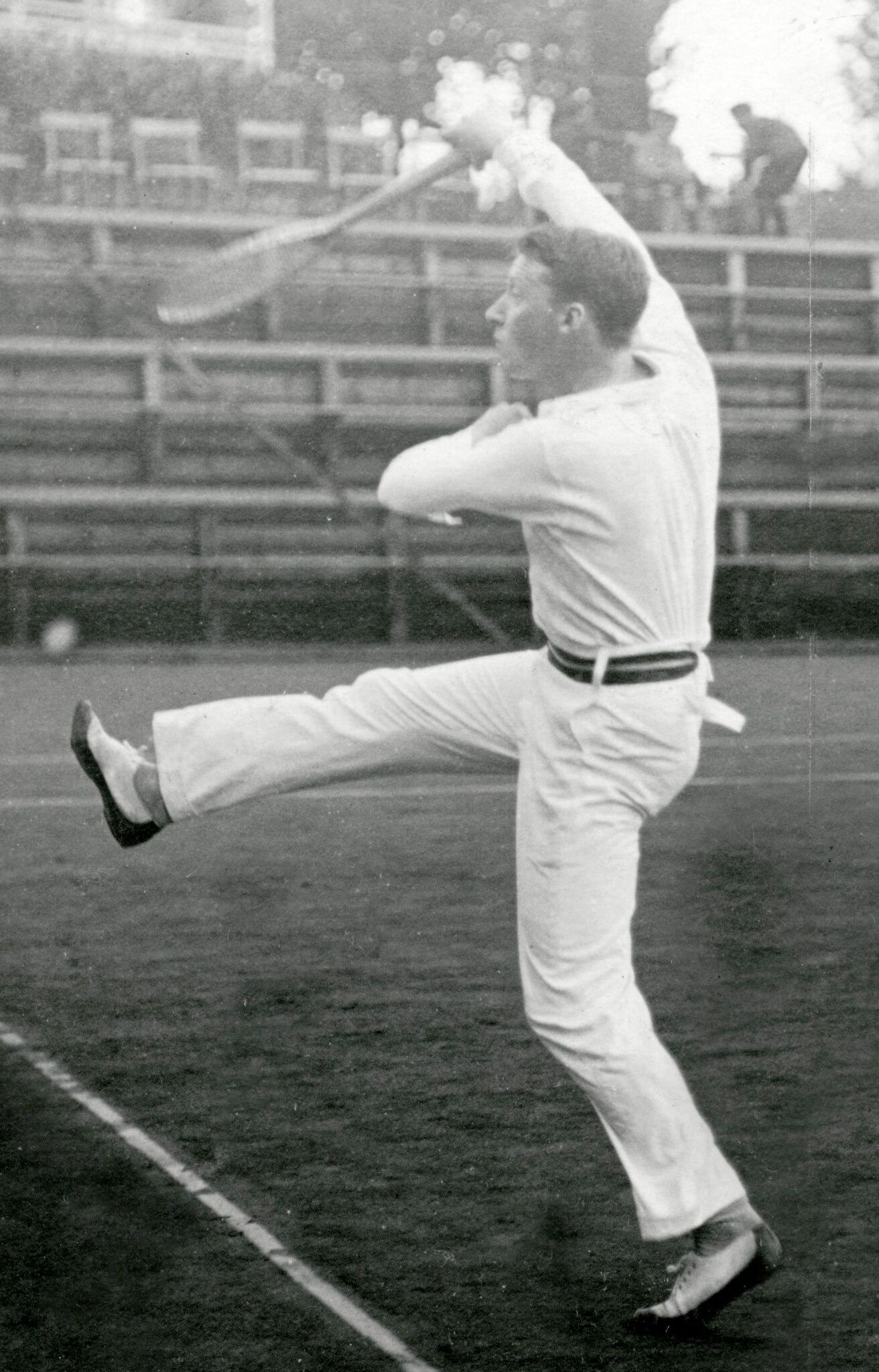
Blom (1912)

Otto Pierre Nicolas Blom (* 9. März 1887 in Amsterdam; † 22. Juli 1972 in Zeist) war ein niederländischer Tennisspieler.

## Leben
Blom nahm 1912 als einziger Vertreter seines Landes am Tenniswettbewerb der Olympischen Sommerspiele in Stockholm teil. Einzig im Rasen-Einzel trat er an und unterlag dort zum Auftakt dem Schweden Gunnar Setterwall in drei Sätzen.
Blom war von 1909 bis 1911 niederländischer Meister im Einzel, 1909 und 1912 gewann er jeweils den Titel im Doppel und 1906 sowie 1911 war er zudem Meister im Mixed-Doppel. 1909 und 1910 spielte er jeweils die Wimbledon Championships, wo er 1910 nach einer Niederlage gegen Arthur Holden Lowe das Achtelfinale erreichte. 1912 verlor er bei den niederländischen Meisterschaften gegen den 16-jährigen Arthur Diemer Kool, woraufhin er so wütend war, dass er den Sport aufgab.
Einer von Bloms Söhnen heiratete später Kools Tochter und zwei ihrer Kinder, Otto und Nora Blom, erreichten im Tennis das nationale Level.